# スーダンの大統領一覧
スーダンの大統領（スーダンのだいとうりょう, アラビア語: رئيس جمهورية السودان）は、スーダン共和国における元首たる大統領である。
スーダンではこれまでにたびたびクーデター等の政変が起こっており、大統領以外の役職の者が元首となるケースも少なくないため、ここではそれらも含めて記述する。

## 概要
現在のスーダンは2019年のクーデターによって憲法が停止されているため、国家元首に関する規定は存在しない。
1956年の独立以降、スーダンでは主権評議会をはじめとした集団指導体制と軍事政権を繰り返しており、元首が大統領を名乗った期間は長くない。実際に大統領という肩書きを使用したのは、アッブード、ヌメイリー、アル=バシールの3名のみで、大統領選挙はヌメイリー、アル=バシールの統治下に実施された。大統領経験者の全員がクーデターで政権を奪取した後に大統領への就任を宣言しており、選挙ではいずれも再選を果たしている。そのため、同国では独立以来、選挙で新たな大統領が選出されたことはない。政権交代の多くがクーデターといった非正規の方法で実現しており、民主的な政権交代は数少ない。
以下はスーダンの元首が用いた肩書きの変遷である。
- 1956年 - 1958年：主権評議会1
- 1958年 - 1964年：最高評議会議長
- 1964年：大統領（国家元首とも）
- 1964年 - 1965年：主権委員会1 [注 1]
- 1965年 - 1969年：主権評議会議長
- 1969年 - 1971年：革命指導評議会議長
  - 1971年：革命評議会議長（クーデター政権）
- 1971年 - 1985年：大統領
- 1985年：最高司令官
- 1985年 - 1986年：暫定軍事評議会議長
- 1986年 - 1989年：最高評議会議長
- 1989年 - 1993年：救国革命指導評議会議長
- 1993年 - 2019年：大統領
- 2019年：軍事評議会議長
- 2019年 - 2021年10月25日：主権評議会1
  - 1：組織の名前であり、特定の個人を指すものではない。
- 2021年10月25日 - 11月11日：（軍事政権）
- 2021年11月11日 - 現在：主権評議会2
  - 2：10月25日までの主権評議会とは別組織。

## 元首の一覧
| スーダン共和国 (1956-1969)     |                                                                                         |                      |                                      |                               |                                  |                                 |                                                |
| 代                             | 元首                                                                                    | 元首                 | 所属政党                             | 期                            | 在任期間                         | 在任期間                        | 備考                                           |
| 001                            | アブドゥルファッターハ・ムハンマド・ アル＝マグラビー Abdel Fattah Muhammad al-Maghrabi |                      | 無所属                               | －                            | 1956年1月1日 - 1958年11月17日    | 2年 + 320日                     | 主権協議会による統治在任中に解任               |
| 001                            | アハマド・ムハンマド・サーリフ Ahmad Muhammad Salih                                     |                      | 無所属                               | －                            | 1956年1月1日 - 1958年11月17日    | 2年 + 320日                     | 主権協議会による統治在任中に解任               |
| 001                            | ムハンマド・オスマーン・ アッ＝ダルディーリー Muhammad Othman al-Dardiri                |                      | 無所属                               | －                            | 1956年1月1日 - 1958年11月17日    | 2年 + 320日                     | 主権協議会による統治在任中に解任               |
| 001                            | サリシオ・イロ・ワニ Siricio Iro Wani                                                   |                      | 無所属                               | －                            | 1956年1月1日 - 1958年11月17日    | 2年 + 320日                     | 主権協議会による統治在任中に解任               |
| 0(1)                           | ムハンマド・アハマド・ヤシーン Muhammad Ahmad Yasin                                     |                      | 民主統一党                           | －                            | 1956年1月1日 - 1958年11月17日    | 2年 + 320日                     | 主権協議会による統治在任中に解任               |
| 002                            | イブラヒーム・アッブード El Ferik Ibrahim Abboud                                        |                      | 無所属 （軍人）                      | －                            | 1958年11月17日 - 1964年11月16日  | 5年 + 365日                     | 元首 （最高評議会議長） 在任中に辞任           |
| 0－                            | シッル・アル＝ハティム・ アル＝ハリーファ Sirr Al-Khatim Al-Khalifa Al-Hassan           |                      | ウンマ党                             | －                            | 1964年11月16日 - 1964年12月3日   | 17日                            | 元首代行 （首相）                              |
| 003                            | アブドゥルハリーム・ムハンマド Abdel Halim Muhammad                                     |                      | ウンマ党                             | －                            | 1964年12月3日 - 1965年6月10日    | 189日                           | 主権委員会による統治                           |
| 0(3)                           | アッ＝ティジャーニー・アル＝マーヒー El-Tigani el-Mahi                                  |                      | 無所属                               | －                            | 1964年12月3日 - 1965年6月10日    | 189日                           | 主権委員会による統治                           |
| 0(3)                           | ムバーラク・シャッダード Mubarak Shaddad                                                |                      | 民主統一党                           | －                            | 1964年12月3日 - 1965年6月10日    | 189日                           | 主権委員会による統治                           |
| 0(3)                           | ルイジ・アドウォク Luigi Adwok                                                          |                      | 南部戦線                             | －                            | 1964年12月3日 - 1965年6月10日    | 189日                           | 主権委員会による統治                           |
| 0(3)                           | イブラヒーム・ユースフ・スライマーン Ibrahim Yusuf Sulayman                             |                      | 人民民主党                           | －                            | 1964年12月3日 - 1965年5月31日    | 179日                           | 主権委員会による統治                           |
| 004                            | イスマーイール・アル＝アズハリー Ismail al-Azhari                                       |                      | 民主統一党                           | －                            | 1965年6月10日 - 1965年7月8日     | 28日                            | 主権委員会による統治                           |
| 004                            | ハドル・ハマド Khader Hamad                                                             |                      | 民主統一党                           | －                            | 1965年6月10日 - 1965年7月8日     | 28日                            | 主権委員会による統治                           |
| 0(4)                           | アブドゥッラー・アル＝ファーディル・ アル＝マフディー Abdullah al-Fadil al-Mahdi        |                      | ウンマ党                             | －                            | 1965年6月10日 - 1965年7月8日     | 28日                            | 主権委員会による統治                           |
| 0(4)                           | アブドゥルハリーム・ムハンマド Abdel Halim Muhammad                                     |                      | 無所属 （軍人）                      | －                            | 1965年6月10日 - 1965年7月8日     | 28日                            | 主権委員会による統治                           |
| 0(4)                           | ルイジ・アドウォク Luigi Adwok                                                          |                      | 南部戦線                             | －                            | 1965年6月10日 - 1965年6月14日    | 4日                             | 主権委員会による統治                           |
| 0(4)                           | フィレモン・マジョク Philemon Majok                                                     |                      | 民主統一党                           | －                            | 1965年7月5日 - 1965年7月8日      | 4日                             | 主権委員会による統治                           |
| 005                            | イスマーイール・アル＝アズハリー Ismail al-Azhari                                       |                      | 民主統一党                           | －                            | 1965年7月8日 - 1969年5月25日     | 3年 + 321日                     | 元首 （主権協議会議長）在任中に解任            |
| スーダン民主共和国 (1969-1985) |                                                                                         |                      |                                      |                               |                                  |                                 |                                                |
| 代                             | 元首                                                                                    | 元首                 | 所属政党                             | 期                            | 在任期間                         | 在任期間                        | 備考                                           |
| 006                            | モハメド・アン＝ヌメイリ Gaafar Muhammad an-Nimeiry                                     |                      | 無所属 （軍人）                      | －                            | 1969年5月25日 - 1971年7月19日    | 2年 + 55日                      | 元首 （革命指導評議会議長）在任中に拘束        |
| 0－                            | バビケル・アン＝ヌール・オスマーン Babiker al-Nur Osman                                 |                      | 無所属 （軍人）                      | －                            | 1971年7月19日 - 1971年7月22日    | 3日                             | 元首 （革命評議会議長） 在任中に解任           |
| 0－                            | ハシェム・アル＝アッタ Hashem al-Atta                                                   |                      | 無所属 （軍人）                      | －                            | 1971年7月19日 - 1971年7月22日    | 3日                             | 元首代行 （革命評議会議長代理） 在任中に解任   |
| 0(6)                           | モハメド・アン＝ヌメイリ Gaafar Muhammad an-Nimeiry                                     |                      | 無所属 （軍人）                      | －                            | 1971年7月22日 - 1971年10月12日   | 13年 + 258日                    | 元首 （革命指導評議会議長） （職務復帰）       |
| 0(6)                           | モハメド・アン＝ヌメイリ Gaafar Muhammad an-Nimeiry                                     | スーダン社会主義協会 | 1                                    | 1971年10月12日 - 1977年       | 大統領                           | 13年 + 258日                    |                                                |
| 0(6)                           | モハメド・アン＝ヌメイリ Gaafar Muhammad an-Nimeiry                                     | スーダン社会主義協会 | 2                                    | 1977年 - 1983年               |                                  | 13年 + 258日                    |                                                |
| 0(6)                           | モハメド・アン＝ヌメイリ Gaafar Muhammad an-Nimeiry                                     | スーダン社会主義協会 | 3                                    | 1983年 - 1985年4月6日         | 任期満了前に辞任                 | 13年 + 258日                    |                                                |
| 007                            | アブドゥッラフマーン・スワール・ アッ＝ザハブ Abdel Rahman Suwar al-Dahab               |                      | 無所属 （軍人）                      | －                            | 1985年4月6日 - 1985年4月9日      | 3日                             | 暫定元首 （軍最高司令官）                      |
| 007                            | アブドゥッラフマーン・スワール・ アッ＝ザハブ Abdel Rahman Suwar al-Dahab               | －                   | 無所属 （軍人）                      | 1985年4月9日 - 1985年10月10日 | 184日                            | 暫定元首 （暫定軍事評議会議長） |                                                |
| スーダン共和国 (1985-2019)     |                                                                                         |                      |                                      |                               |                                  |                                 |                                                |
| 代                             | 元首                                                                                    | 元首                 | 所属政党                             | 期                            | 在任期間                         | 在任期間                        | 備考                                           |
| 0(7)                           | アブドゥッラフマーン・スワール・ アッ＝ザハブ Abdel Rahman Suwar al-Dahab               |                      | 無所属 （軍人）                      | －                            | 1985年10月10日 - 1986年5月6日    | 208日                           | 元首 （暫定軍事評議会議長）                    |
| 008                            | アフマド・アル＝ミルガニー Ahmad Ali Al-Mirghani                                        |                      | 民主統一党                           | 4                             | 1986年5月6日 - 1989年6月30日     | 3年 + 55日                      | 元首 （最高評議会議長）任期満了前に解任        |
| 009                            | オマル・アル＝バシール Omar Hasan Ahmad al-Bashīr                                       |                      | 無所属 （軍人）                      | －                            | 1989年6月30日 - 1993年10月16日   | 4年 + 108日                     | 元首 （救国革命指導評議会議長）                |
| 009                            | オマル・アル＝バシール Omar Hasan Ahmad al-Bashīr                                       | －                   | 無所属 （軍人）                      | 1993年10月16日 - 1996年       | 25年 + 177日 （計 29年 + 285日） | 大統領                          |                                                |
| 0(9)                           | オマル・アル＝バシール Omar Hasan Ahmad al-Bashīr                                       | 国民会議             | 5                                    | 1996年 - 2000年               | 25年 + 177日 （計 29年 + 285日） |                                 |                                                |
| 0(9)                           | オマル・アル＝バシール Omar Hasan Ahmad al-Bashīr                                       | 国民会議             | 6                                    | 2000年 - 2010年               | 25年 + 177日 （計 29年 + 285日） |                                 |                                                |
| 0(9)                           | オマル・アル＝バシール Omar Hasan Ahmad al-Bashīr                                       | 国民会議             | 7                                    | 2010年 - 2015年               | 25年 + 177日 （計 29年 + 285日） |                                 |                                                |
| 0(9)                           | オマル・アル＝バシール Omar Hasan Ahmad al-Bashīr                                       | 国民会議             | 8                                    | 2015年 - 2019年4月11日        | 25年 + 177日 （計 29年 + 285日） | 任期満了前に辞任                |                                                |
| スーダン共和国 (2019-現在)     |                                                                                         |                      |                                      |                               |                                  |                                 |                                                |
| 代                             | 元首                                                                                    | 元首                 | 所属政党                             | 期                            | 在任期間                         | 在任期間                        | 備考                                           |
| 010                            | アフメド・アワド・イブンオウフ Ahmed Awad Ibn Auf                                       |                      | 無所属 （軍人）                      | －                            | 2019年4月11日 - 2019年4月12日    | 1日                             | 暫定元首 （軍事評議会議長）                    |
| 011                            | アブドゥルファッターハ・ アブドッラフマーン・ブルハーン Abdel Fattah Abdelrahman Burhan |                      | 無所属 （軍人）                      | －                            | 2019年4月12日 - 2019年8月20日    | 130日                           | 暫定元首 （軍事評議会議長）                    |
| 012                            | アブドゥルファッターハ・ アブドッラフマーン・ブルハーン Abdel Fattah Abdelrahman Burhan |                      | 無所属 （軍人）                      | －                            | 2019年8月20日 - 2021年10月25日   | 2年 + 66日                      | 暫定主権評議会による統治解散                   |
| 012                            | モハメド・ハムダン・ダガロ Mohamed Hamdan Dagalo                                        |                      | 無所属 （軍人）                      | －                            | 2019年8月20日 - 2021年10月25日   | 2年 + 66日                      | 暫定主権評議会による統治解散                   |
| 012                            | ヤセル・アル＝アッタ Yasser al-Atta                                                     |                      | 無所属 （軍人）                      | －                            | 2019年8月20日 - 2021年10月25日   | 2年 + 66日                      | 暫定主権評議会による統治解散                   |
| 012                            | シャムス・アルディン・カバシ Shams al-Din Khabbashi                                     |                      | 無所属 （軍人）                      | －                            | 2019年8月20日 - 2021年10月25日   | 2年 + 66日                      | 暫定主権評議会による統治解散                   |
| 012                            | イブラヒム・ジャビル・カリム Ibrahim Jabir Karim                                        |                      | 無所属 （軍人）                      | －                            | 2019年8月20日 - 2021年10月25日   | 2年 + 66日                      | 暫定主権評議会による統治解散                   |
| (12)                           | シディク・タワー Siddiq Tawer                                                           |                      | スーダン・バアス党                   | －                            | 2019年8月20日 - 2021年10月25日   | 2年 + 66日                      | 暫定主権評議会による統治解散                   |
| (12)                           | モハメド・アル・ファキ Mohamed al-Faki                                                  |                      | 自由の集会                           | －                            | 2019年8月20日 - 2021年10月25日   | 2年 + 66日                      | 暫定主権評議会による統治解散                   |
| (12)                           | ハッサン・シェイク・イドリス Hassan Sheikh Idris                                        |                      | ウンマ党                             | －                            | 2019年8月20日 - 2021年10月25日   | 2年 + 66日                      | 暫定主権評議会による統治解散                   |
| (12)                           | モハメッド・ハッサン・アル＝タイシ Mohammed Hassan al-Ta'ishi                           |                      | 自由と変革の勢力                     | －                            | 2019年8月20日 - 2021年10月25日   | 2年 + 66日                      | 暫定主権評議会による統治解散                   |
| (12)                           | ラジャ・ニコラ Raja Nicola                                                              |                      | 自由と変革の勢力                     | －                            | 2019年8月20日 - 2021年10月25日   | 2年 + 66日                      | 暫定主権評議会による統治解散                   |
| (12)                           | タハ・オスマン・イスハーク Taha Osman Ishaq                                             |                      | 自由と変革の勢力                     | －                            | 2019年8月20日 - 2021年10月25日   | 2年 + 66日                      | 暫定主権評議会による統治解散                   |
| (12)                           | アイシャ・ムーサ・エル＝サイード Aisha Musa el-Said                                     |                      | 自由と変革の勢力                     | －                            | 2019年8月20日 - 2021年5月22日    | 1年 + 275日                     | 暫定主権評議会による統治解散                   |
| (12)                           | マリック・エイガー Malik Agar                                                           |                      | スーダン人民解放軍-北                | －                            | 2021年2月4日 - 2021年10月25日    | 263日                           | 暫定主権評議会による統治解散                   |
| (12)                           | アル＝ハディ・イドリス Al-Hadi Idris                                                    |                      | スーダン解放軍-暫定評議会            | －                            | 2021年2月4日 - 2021年10月25日    | 263日                           | 暫定主権評議会による統治解散                   |
| (12)                           | アル＝タヒール・アブ・バクル・ハジャル Al-Tahir Abu Bakr Hajar                          |                      | 正義のためのスーダン解放軍 -カルビノ | －                            | 2021年2月4日 - 2021年10月25日    | 263日                           | 暫定主権評議会による統治解散                   |
| 0－                            | アブドゥルファッターハ・ アブドッラフマーン・ブルハーン Abdel Fattah Abdelrahman Burhan |                      | 無所属 （軍人）                      | －                            | 2021年10月25日 - 2021年11月11日  | 17日                            | 事実上の指導者                                 |
| (11)                           | アブドゥルファッターハ・ アブドッラフマーン・ブルハーン Abdel Fattah Abdelrahman Burhan | 23                   | 無所属 （軍人）                      | 2021年11月11日 - （現職）     | 3年 + 160日                      | 元首 （主権評議会議長）         |                                                |
| 対抗                           | モハメド・ハムダン・ダガロ Mohamed Hamdan Dagalo                                        |                      | 無所属 （軍人）                      | －                            | 2025年4月15日 - （現職）         | 5日                             | 元首（自称） （平和統一政府 大統領評議会議長） |